# Селет (Шер)
Селет (фр. Celette) насеље је и општина у централној Француској у региону Центар (регион), у департману Шер која припада префектури Сент Аман Монрон.
По подацима из 2011. године у општини је живело 181 становника, а густина насељености је износила 7,3 становника/km². Општина се простире на површини од 24,81 km². Налази се на средњој надморској висини од 180 метара (максималној 231 m, а минималној 165 m).

## Демографија
| 1962. | 1968. | 1975. | 1982. | 1990. | 1999. | 2011. |
| ----- | ----- | ----- | ----- | ----- | ----- | ----- |
| 272   | 305   | 221   | 200   | 180   | 181   | 181   |

График промене броја становника у току последњих година